# پاتریس سگورا
پاتریس سگورا (انگلیسی: Patrice Ségura؛ زادهٔ ۲۴ مهٔ ۱۹۶۱) بازیکن فوتبال اهل فرانسه است.
از باشگاه‌هایی که در آن بازی کرده‌است می‌توان به باشگاه فوتبال تولوز اشاره کرد.